# Nieder-Bessingen
Nieder-Bessingen ist ein Stadtteil der fünf Kilometer südwestlich liegenden Kernstadt Lich im mittelhessischen Landkreis Gießen. Zum Dorf gehören die Wochenendsiedlung Albertshöhe sowie die außerhalb liegende Pein-Mühle, das Hofgut Mühlsachsen und die Wüstung Hausen. Das am Dorf vorbeifließende Gewässer ist die Wetter.

## Ortsgeschichte

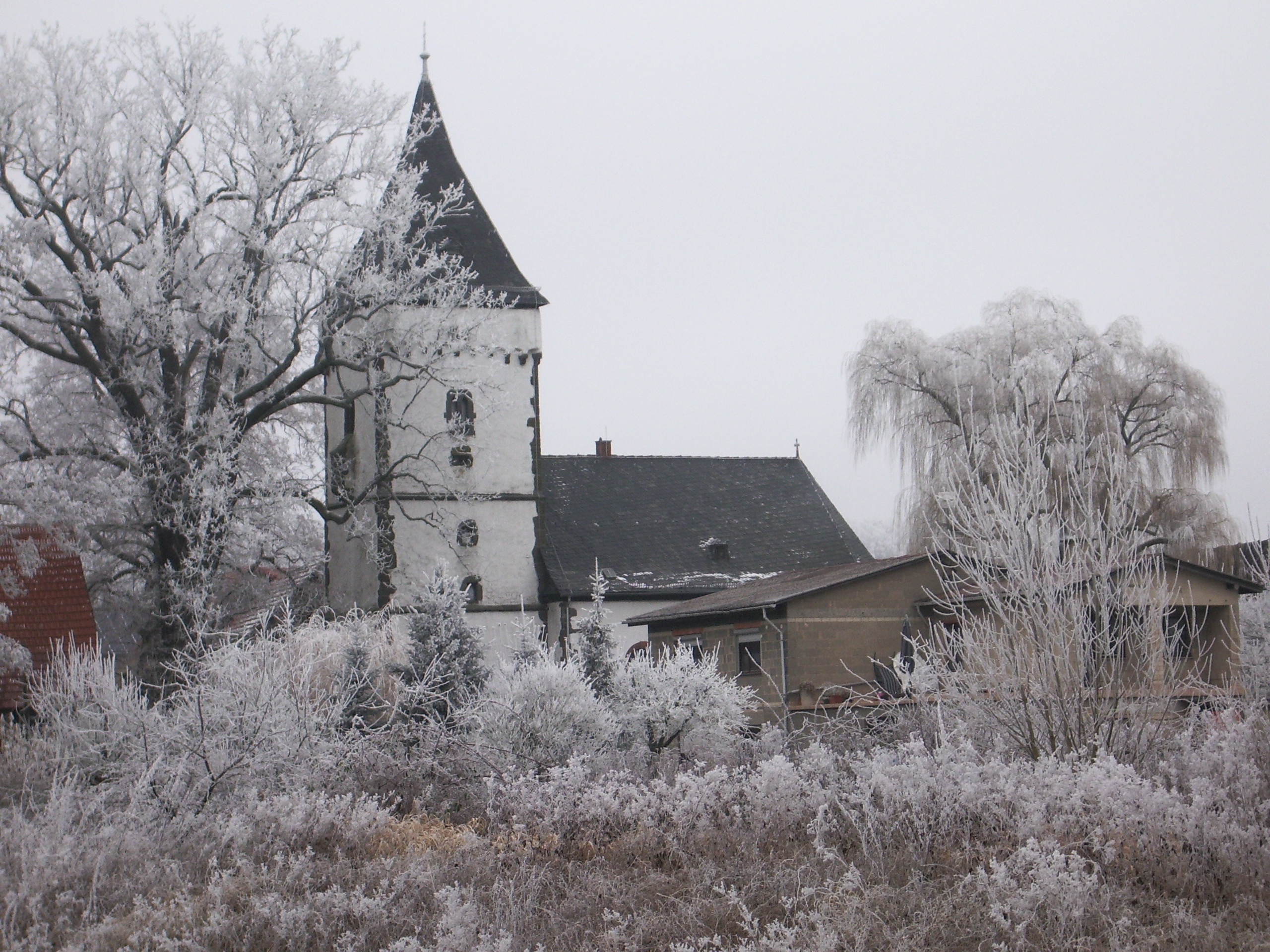
Die Kirche von Nieder-Bessingen

### Vor- und Frühgeschichte
Zahlreiche Fundstücke belegen Ansiedlungen in der Gemarkung Nieder-Bessingen schon ab der neolithischen Zeit. Die bemerkenswertesten Stücke, zwei reichgewunden Armspiralen und ein Armreif aus Bronze stammen aus einem Gräberfeld aus der Bronzezeit auf dem Heideköppel.

### Mittelalter
Bis zum 1260 finden sich keine Unterscheidungen zwischen den Ortsnamen Ober- und Nieder-Bessingen. In dem fuldischen Kopiar, dem sogenannten Codex Eberhardi, wird Bessingen erstmals um 1056 erwähnt. Es schenkten Hecil und seine Frau Ota dem Kloster „... in Bezcingen XV huba et nemus et molendina.“ (15 Hufen und Wald und Mühlen.) Im gleichen Kopiar, das um 1160 entstanden ist, heißt es: „... bona sua in bezzingestat“. (Seine Güter in Bessingen). Eine weitere Schenkung stammt von Biricho und seiner Frau Ruda und wird ins 9. Jahrhundert datiert. 
1226 wird ebenfalls in einem Kopiareintrag der Ort genannt: „... apud Bessingen“, (bei Bessingen).
Die älteste Erwähnung Ober-Bessingens stammt aus dem Jahr 1260, niedergeschrieben in einem Kopiar aus dem 16. Jahrhundert: „... curiam sitam apud Bessingen superiorem.“ (Der zentrale Hof gelegen bei Ober-Bessingen.)
In ihm gestatten die Lehnsherren Reinhard I. von Hanau und seine Ehefrau Adelheid von Münzenberg den Verkauf eines zentralen Hofes (curia) an das Zisterzienserkloster Haina. Eine Urkunde aus dem Jahre 1327 belegt „Konrad den Pudeler“ von „Abirnbeßingen“. Man kann von dem Ortsnamen Ober-Bessingen darauf schließen, dass es auch ein zweites Bessingen, nämlich ein Unter- oder Nieder-Bessingen gibt. Eine Urkunde von 1374 spricht „zusschin den zweyn Beßingen“. Aber noch im 15. Jahrhundert reicht es aus, in Urkunden nur Bessingen als Herkunftsort anzugeben. So heißt es 1438: „Henne von Bessungen“. Ebenfalls im 15. Jahrhundert gibt es auch den urkundlichen Beleg für „Nydern Bessungen“.
Der Ortsname „Bezzingestat“ ist eine Ableitung des Rufnamens „Bazzo“ mit dem Suffix „-inga“. Die Siedlung ist benannt nach ihrem Ortsgründer oder der dort wohnenden Sippe. Also ist Bessingen die „Siedlung der Leute, die in der von Bazzo gegründeten Siedlung wohnen“.
In einer Urkunde von 1226 wird der Verkauf der bei Bessingen gelegenen Güter („apud Bessingen“) des Klosters Spieskappel an Gräfin Adelheid von Ziegenhain, Gattin des Ulrich I. von Münzenberg beurkundet. Diese Siedlung gruppierte sich um die Wehrkirche und den Nassauer Hof. Zu einem späteren Zeitpunkt gelangte Nieder-Bessingen in den Besitz des Stiftes Wetzlar; für 1268 sind Streitigkeiten der Art festgehalten, dass die Brüder von Merlau sich weigerten, ihr Besthaupt (Steuer) nach Wetzlar zu entrichten. 1509 verkauften die Kanoniker des Stiftes Wetzlar Nieder-Bessingen an Bernhard von Solms, woraus ein vieljähriger Streit im Hause Solms entstehen sollte. Mit der Burg zu Nieder-Bessingen „an der Südostecke der Dorfgrenze in die sumpfigen Wiesen springend“, die in einigen dieser Urkunden erwähnt ist, ist wohl der heute nicht mehr existierende Vogthof gemeint.

### Neuzeit
Sowohl der Dreißigjährige Krieg wie auch die Napoleonischen Kriege hinterließen im Ort ihre Spuren. Zu Beginn des 19. Jahrhunderts erfolgte die Ablösung der landesherrlichen Rechte. Im 19. Jahrhundert wurde Nieder-Bessingen für seine Gurkenzucht bekannt, man lieferte bis Gießen und Grünberg. Daneben entstanden Flachsanbau und die Leineweberei. Auch die Bürstenbinderei aus Schweineborsten war als ortsansässiges Handwerk verzeichnet, ebenso die Blutegelzucht.
Mit der Verlängerung der Butzbach-Licher Eisenbahn bis nach Grünberg erhielt Nieder-Bessingen 1908 Bahnanschluss. Schon vor dem Ersten Weltkrieg wurde die Wasserleitung gebaut, die Elektrifizierung erfolgte zu Beginn der 1920er Jahre. Durch den Zuzug von Flüchtlingen aus den deutschen Ostgebieten nach dem Zweiten Weltkrieg erhöhte sich ab 1945 die Einwohnerzahl beträchtlich. 1960 konnte das mit Förderung des Hessenplans erbaute Dorfgemeinschaftshaus eingeweiht werden.
Hessische Gebietsreform (1970–1977)
Im Zuge der Gebietsreform in Hessen wurde die bis dahin selbständige Gemeinde Nieder-Bessingen zum 31. Dezember 1970 auf freiwilliger Basis in die Stadt Lich eingegliedert. Für Nieder-Bessingen wurde, wie für alle Stadtteile von Lich, ein Ortsbezirk eingerichtet.

### Religionsgeschichte
1315 wurde unter Philipp III. von Falkenstein eine eigenständige Pfarrgemeinde eingerichtet, „weil die Einwohner von Bessingen zur Winterzeit wegen Überschwemmung nicht bequem zur Kirche kommen können“. Bis dahin ein Filial von Münster, erhielt die Gemeinde nun Tauf- und Bestattungsrecht. Trotzdem musste weiterhin Kirchenzins nach Münster entrichtet werden. 1482 gehörte die Kirchgemeinde zu Hungen, ab 1504 zum Marienstift in Lich.

### Schulgeschichte
Schulunterricht ist in Nieder-Bessingen seit 1681 nachgewiesen, bis dahin mussten die Kinder zum Unterricht nach Villingen (Hungen), dem nächstgelegenen Solms-Braunfelsischen Pfarr- und Schulort, gehen. Das um 1910 neuerbaute Schulhaus ist seit den 1970er Jahren Kindergarten auch für das benachbarte Ober-Bessingen; Schulort ist seit 1970 Lich.

### Verwaltungsgeschichte im Überblick
Die folgende Liste zeigt die Staaten und Verwaltungseinheiten, denen Nieder-Bessingen angehört(e):

- 1423: Bei der Solmser Teilung erhielt Graf Bernhard Nieder-Bessingen; später: Amt Hungen
- vor 1742: Heiliges Römisches Reich, Grafschaft Solms-Braunfels, (Anteil an der Herrschaft Münzenberg), Amt Hungen
- ab 1742: Heiliges Römisches Reich, Fürstentum Solms-Braunfels, (Anteil an der Herrschaft Münzenberg), Amt Hungen
- ab 1806: Großherzogtum Hessen,[Anm. 2] Fürstentum Oberhessen, Amt Hungen (des Fürsten Solms-Braunfels)[19]
- ab 1815: Großherzogtum Hessen, Provinz Oberhessen, Amt Hungen (des Fürsten Solms-Braunfels)[20]
- ab 1820: Großherzogtum Hessen, Provinz Oberhessen, Amt Hungen[Anm. 3]
- ab 1822: Großherzogtum Hessen, Provinz Oberhessen, Landratsbezirk Hungen[21][Anm. 4]
- ab 1841: Großherzogtum Hessen, Provinz Oberhessen, Kreis Hungen
- ab 1848: Großherzogtum Hessen, Regierungsbezirk Friedberg
- ab 1852: Großherzogtum Hessen, Provinz Oberhessen, Kreis Gießen
- ab 1867: Norddeutscher Bund[Anm. 5] Großherzogtum Hessen, Provinz Oberhessen, Kreis Gießen
- ab 1871: Deutsches Reich, Großherzogtum Hessen, Provinz Oberhessen, Kreis Gießen
- ab 1918: Deutsches Reich (Weimarer Republik), Volksstaat Hessen, Provinz Oberhessen, Kreis Gießen
- ab 1938: Deutsches Reich, Volksstaat Hessen, Landkreis Gießen[22][Anm. 6]
- ab 1945: Amerikanische Besatzungszone,[Anm. 7] Groß-Hessen, Regierungsbezirk Darmstadt, Landkreis Gießen
- ab 1946: Amerikanische Besatzungszone, Hessen, Regierungsbezirk Darmstadt, Landkreis Gießen
- ab 1949: Bundesrepublik Deutschland, Hessen, Regierungsbezirk Darmstadt, Kreis Gießen
- ab 1971: Bundesrepublik Deutschland, Hessen, Regierungsbezirk Darmstadt, Landkreis Gießen, Stadt Lich[Anm. 8]
- ab 1977: Bundesrepublik Deutschland, Hessen, Regierungsbezirk Darmstadt, Lahn-Dill-Kreis, Stadt Lich
- ab 1976: Bundesrepublik Deutschland, Hessen, Regierungsbezirk Darmstadt, Landkreis Gießen, Stadt Lich
- ab 1981: Bundesrepublik Deutschland, Hessen, Regierungsbezirk Gießen, Landkreis Gießen, Stadt Lich

### Gerichte seit 1803
In der Landgrafschaft Hessen-Darmstadt wurde mit Ausführungsverordnung vom 9. Dezember 1803 das Gerichtswesen neu organisiert. Für das Fürstentum Oberhessen (ab 1815 Provinz Oberhessen) wurde das „Hofgericht Gießen“ eingerichtet. Es war für normale bürgerliche Streitsachen Gericht der zweiten Instanz, für standesherrliche Familienrechtssachen und Kriminalfälle die erste Instanz. Übergeordnet war das Oberappellationsgericht Darmstadt. Die Rechtsprechung der ersten Instanz wurde durch die Ämter bzw. Standesherren vorgenommen und somit war für Nieder-Bessingen ab 1806 das „Patrimonialgericht der Fürsten Solms-Braunfels“ in Hungen zuständig. Das Hofgericht war für normale bürgerliche Streitsachen Gericht der zweiten Instanz, für standesherrliche Familienrechtssachen und Kriminalfälle die erste Instanz. Die zweite Instanz für die Patrimonialgerichte waren die standesherrlichen Justizkanzleien. Übergeordnet war das Oberappellationsgericht Darmstadt.
Mit der Gründung des Großherzogtums Hessen 1806 wurden die Aufgaben der ersten Instanz 1821–1822 im Rahmen der Trennung von Rechtsprechung und Verwaltung auf die neu geschaffenen Land- bzw. Stadtgerichte übertragen. Ab 1822 ließen die Fürsten Solms-Braunfels ihre Rechte am Gericht durch das Großherzogtum Hessen in ihrem Namen ausüben. „Landgericht Hungen“ war daher die Bezeichnung für das erstinstanzliche Gericht das für Nieder-Bessingen zuständig war. Auch auf sein Recht auf die zweite Instanz, die durch die Justizkanzlei in Hungen ausgeübt wurde verzichtete der Fürst 1823. Erst infolge der Märzrevolution 1848 wurden mit dem „Gesetz über die Verhältnisse der Standesherren und adeligen Gerichtsherren“ vom 15. April 1848 die standesherrlichen Sonderrechte endgültig aufgehoben. Niederbessingen wurde am 1. Juni 1849 dem Landgerichtsbezirk Lich zugeteilt.
Anlässlich der Einführung des Gerichtsverfassungsgesetzes mit Wirkung vom 1. Oktober 1879, infolge derer die bisherigen großherzoglichen Landgerichte durch Amtsgerichte an gleicher Stelle ersetzt wurden, während die neu geschaffenen Landgerichte nun als Obergerichte fungierten, kam es zur Umbenennung in „Amtsgericht Lich“ und Zuteilung zum Bezirk des Landgerichts Gießen.
Am 1. Juni 1934 wurde das Amtsgericht Lich aufgelöst und Nieder-Bessingen dem Amtsgericht Gießen zugeteilt.

## Bevölkerung

### Einwohnerstruktur
Im Jahr 1830 bestand die Bevölkerung aus Es waren aus 352 evangelischen  und  88 katholischen Einwohnern. Im Jahr 1961 wurden die folgenden Erwerbspersonen gezählt: 108 in Land- und Forstwirtschaft; 82 im produzierenden Gewerbe; 21 in Handel, Verkehr und Nachrichtenübermittlung; 26 im Dienstleistungsbereich oder sonstigen Gewerbe.
Nach den Erhebungen des Zensus 2011 lebten am Stichtag dem 9. Mai 2011 in Nieder-Bessingen 576 Einwohner. Darunter waren 12 (2,1 %) Ausländer. Nach dem Lebensalter waren 87 Einwohner unter 18 Jahren, 252 zwischen 18 und 49, 132 zwischen 50 und 64 und 108 Einwohner waren älter. Die Einwohner lebten in 273 Haushalten. Davon waren 84 Singlehaushalte, 96 Paare ohne Kinder und 72 Paare mit Kindern, sowie 15 Alleinerziehende und 6 Wohngemeinschaften. In 63 Haushalten lebten ausschließlich Senioren und in 186 Haushaltungen lebten keine Senioren.

### Einwohnerentwicklung
| Nieder-Bessingen: Einwohnerzahlen von 1834 bis 2020 | Nieder-Bessingen: Einwohnerzahlen von 1834 bis 2020 | Nieder-Bessingen: Einwohnerzahlen von 1834 bis 2020 | Nieder-Bessingen: Einwohnerzahlen von 1834 bis 2020 | Nieder-Bessingen: Einwohnerzahlen von 1834 bis 2020 |
| --- | --------------------------------------------------- | --------------------------------------------------- | --------------------------------------------------- | --------------------------------------------------- |
| Jahr |                                                     |                                                     |                                                     | Einwohner                                           |
| 1834 | 1834                                                |                                                     | 287                                                 | 287                                                 |
| 1840 | 1840                                                |                                                     | 303                                                 | 303                                                 |
| 1846 | 1846                                                |                                                     | 348                                                 | 348                                                 |
| 1852 | 1852                                                |                                                     | 379                                                 | 379                                                 |
| 1858 | 1858                                                |                                                     | 378                                                 | 378                                                 |
| 1864 | 1864                                                |                                                     | 353                                                 | 353                                                 |
| 1871 | 1871                                                |                                                     | 345                                                 | 345                                                 |
| 1875 | 1875                                                |                                                     | 337                                                 | 337                                                 |
| 1885 | 1885                                                |                                                     | 352                                                 | 352                                                 |
| 1895 | 1895                                                |                                                     | 328                                                 | 328                                                 |
| 1905 | 1905                                                |                                                     | 314                                                 | 314                                                 |
| 1910 | 1910                                                |                                                     | 327                                                 | 327                                                 |
| 1925 | 1925                                                |                                                     | 317                                                 | 317                                                 |
| 1939 | 1939                                                |                                                     | 341                                                 | 341                                                 |
| 1946 | 1946                                                |                                                     | 518                                                 | 518                                                 |
| 1950 | 1950                                                |                                                     | 521                                                 | 521                                                 |
| 1956 | 1956                                                |                                                     | 485                                                 | 485                                                 |
| 1961 | 1961                                                |                                                     | 444                                                 | 444                                                 |
| 1967 | 1967                                                |                                                     | 438                                                 | 438                                                 |
| 1970 | 1970                                                |                                                     | 447                                                 | 447                                                 |
| 1980 | 1980                                                |                                                     | ?                                                   | ?                                                   |
| 1988 | 1988                                                |                                                     | 544                                                 | 544                                                 |
| 2000 | 2000                                                |                                                     | ?                                                   | ?                                                   |
| 2008 | 2008                                                |                                                     | 640                                                 | 640                                                 |
| 2011 | 2011                                                |                                                     | 576                                                 | 576                                                 |
| 2015 | 2015                                                |                                                     | 597                                                 | 597                                                 |
| 2020 | 2020                                                |                                                     | 645                                                 | 645                                                 |
| Datenquelle: Historisches Gemeindeverzeichnis für Hessen: Die Bevölkerung der Gemeinden 1834 bis 1967. Wiesbaden: Hessisches Statistisches Landesamt, 1968. Weitere Quellen: ; 1970:; 1988–2008: ; nach 2011: Stadt Lich; Zensus 2011 |                                                     |                                                     |                                                     |                                                     |

## Politik
Für den Stadtteil Nieder-Bessingen besteht ein Ortsbezirk (Gebiete der ehemaligen Gemeinde Nieder-Bessingen) mit Ortsbeirat und Ortsvorsteher nach der Hessischen Gemeindeordnung.
Der Ortsbeirat besteht aus fünf Mitgliedern. Bei den Kommunalwahlen in Hessen 2021 betrug die Wahlbeteiligung zum Ortsbeirat 48,93 %. Dabei wurden gewählt: Je ein Mitglied der SPD, und dem Bündnis 90/Die Grünen, sowie drei Mitglieder der CDU. Der Ortsbeirat wählte Markus Pompalla (CDU) zum Ortsvorsteher.

## Kultur und Sehenswürdigkeiten

### Dorfleben
Veranstaltungen und Wahlen finden im Dorfgemeinschaftshaus statt.
Neben dem Gemischten Chor, der seit über 50 Jahren existiert, gibt es seit 1897 die Freiwillige Feuerwehr Nieder-Bessingen, deren Jugendfeuerwehr und Wettbewerbsgruppe überregional bekannt ist. Seit einigen Jahren ist die Wettbewerbsgruppe auch international aktiv und erfolgreich.

### Bauwerke und Naturdenkmäler

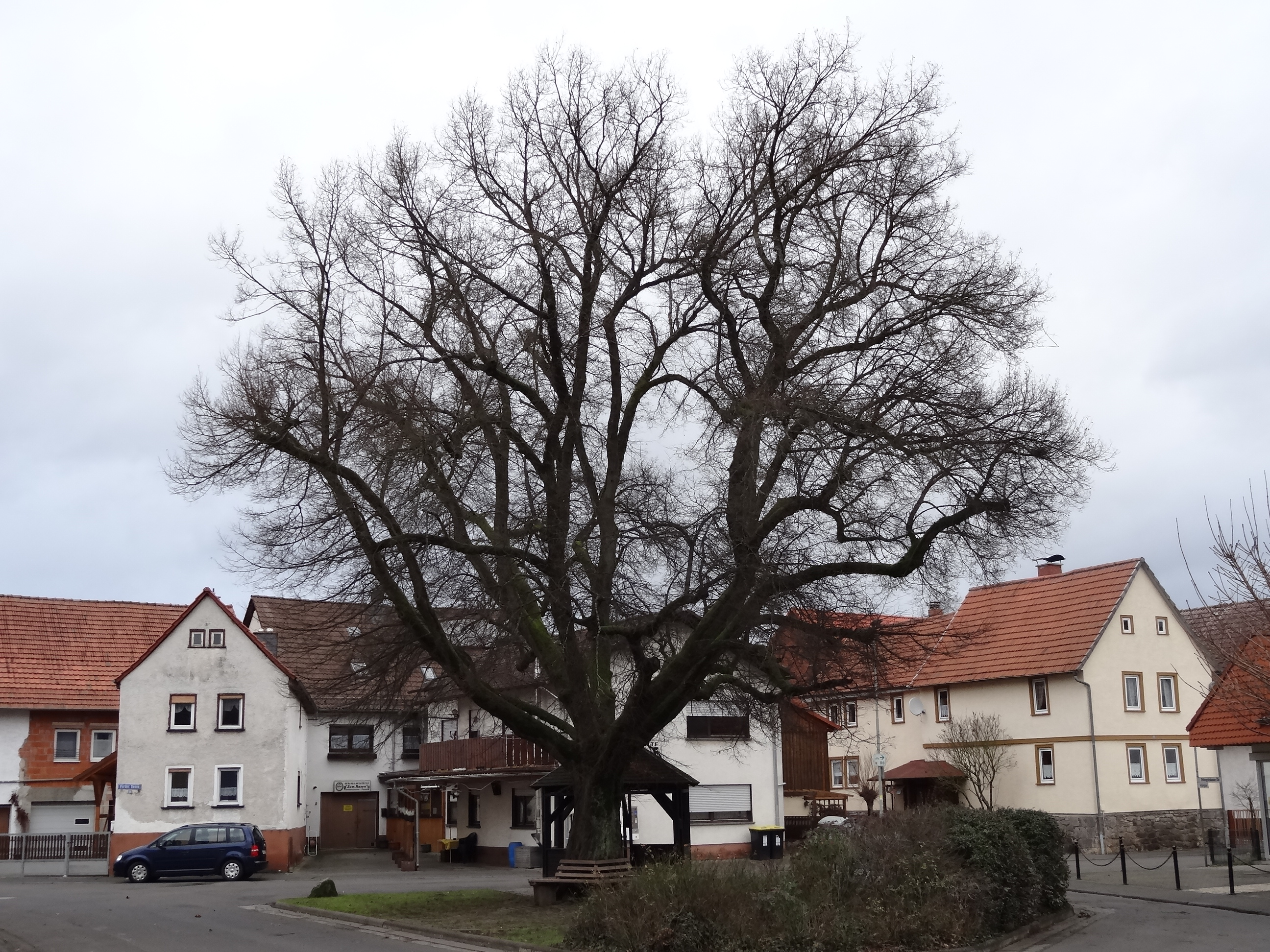
Friedenslinde in Nieder-Bessingen

- Evangelische Kirche Nieder-Bessingen, aus Feldsteinen 1738 bis 1742 erneuert. Besonders bemerkenswert ist der spätgotische Wehrturm mit Innungszeichen der Schmiede, Schneider, Wagner, Schuhmacher und Schreiner.
- Auf dem markanten Dorfplatz steht seit 1871 eine Friedenslinde.

## Wirtschaft und Infrastruktur
Im Dorf gibt es eine Grillhütte, eine traditionelle Landgastwirtschaft, zwei Pensionen, einen Kindergarten, einen Bäckerladen, eine Kfz-Werkstatt und weitere kleine Geschäfte.

### Verkehr

#### Straßen
Die L 3481 führt von Lich aus kommend, über die am 6. Oktober 2010 eröffnete Ortsumgehung, am Dorf vorbei weiter in nordöstliche Richtung zum zwei Kilometer entfernten Nachbarort Ober-Bessingen und bildet damit die Hauptverkehrsstraße, auch in Richtung Gießen. Eine weitere Straße führt südlich nach Langsdorf bzw. nach Nonnenroth.

#### ÖPNV
Nach Schließung des Bahnhofs in Nieder-Bessingen in den 1970er Jahren und Stilllegung der Eisenbahnstrecke gibt es nur noch Buslinien in Richtung Lich–Gießen bzw. nach Grünberg−Laubach−Schotten vom RKH und der BLE. Außerdem fahren mehrere Schulbusse nach Lich (Dietrich-Bonhoeffer-Schule, Selma-Lagerlöf-Schule), Grünberg (Theo-Koch-Schule) sowie ein kleiner Extra-Bus für die Kindergartenkinder aus Ober-Bessingen.